# В одном микрорайоне
«В одном микрорайоне» — советский пятисерийный телеспектакль 1976 года, поставленный режиссёром Всеволодом Шиловским по сценарию Михаила Анчарова.

## Сюжет
СССР, 1970-е годы. Москва. В недавно построенном жилом микрорайоне зарождается новая советская жизнь. Здесь живут разные люди — член-корреспондент АН СССР Андрей Александрович Коробов, руководитель НИИ Геннадий Максимович Борисов и его жена Надя, работница шоколадной фабрики Ира Агашина, семья Шурыгиных: жена Людмила, только что закончившая институт, муж Дмитрий — водитель грузового такси и их маленькая дочь Юля, семья Мосоловых: жена Катерина и муж Василий — работник мясокомбината. Как и в предыдущей работе — телесаге «День за днём», в фильме показана жизнь простых людей, судьбы которых пересеклись волею случая…
В фильме звучат две песни на стихи автора сценария М. Анчарова — «Окраина» в исполнении Н. Караченцова, который именно в этом фильме впервые запел, а в конце заключительной серии — «Дети песни поют..», которую исполняет герой Леонида Броневого.

## В ролях
- Никита Подгорный — Андрей Александрович Коробов, член-корреспондент Академии наук
- Леонид Броневой — Никита Владимирович Карасёв, друг Коробова, начальник лаборатории НИИ
- Ирина Акулова — Ирина Агашина, работница шоколадной фабрики, племянница Шурыгиных
- Юрий Леонидов — Юрий Агашин, отец Ирины, рабочий завода
- Светлана Родина — Лена, дочь Нади и Коробова, падчерица Борисова
- Ирина Мирошниченко — Маша Дружинина, безответно влюблёна в Коробова, сотрудница НИИ
- Анатолий Ромашин — Геннадий Максимович Борисов, руководитель НИИ, преподаватель МАТИ, муж Нади, отчим Лены, председатель домкома
- Ольга Николаева — мать Геннадия Максимовича Борисова
- Татьяна Лаврова — Надя, мама Лены, жена Борисова, бывшая жена Коробова
- Марис Лиепа — Яунис Берзинь, известный артист балета, ведущий драмкружка
- Маргарита Жигунова — Зинаида Агашина, мачеха Иры, работница ателье
- Николай Пеньков — Дмитрий Алексеевич Шурыгин, шофёр, муж Люси, дядя Ирины Агашиной
- Анна Сидоркина — Люся Шурыгина, выпускница МАТИ, инженер, тётя Ирины Агашиной
- Виктор Сергачёв — Николаев
- Николай Караченцов — Валерий, слесарь ЖЭКа (в титрах — Н. Караченцев)
- Галина Соколова — Серёгина, мама Валерия
- Вячеслав Жолобов — Эдик, однокурсник Шурыгиной
- Александр Потапов — шофёр Юра, сослуживец Шурыгина
- Роман Филиппов — Василий Николаевич Мосолов, работник мясокомбината
- Надежда Корункова — Катя Мосолова, жена Васи
- Лев Любецкий — Григорий, парикмахер, председатель домкома
- Леонид Сатановский — Фёдор Александрович, участник драмкружка
- Лилия Журкина — Лариса Павловна Зеленова, доктор, жена лётчика-испытателя (в титрах — Л. Евстигнеева)

## Съёмочная группа
- Режиссёр-постановщик — Всеволод Шиловский
- Художник-постановщик — Игорь Морозов
- Композитор — Марк Минков
- Режиссёр — Лидия Ишимбаева
- Операторы — Борис Кипарисов, Николай Журавлёв, Анатолий Авагин, Эрик Малинин
- Звукорежиссёр — Н. Соколова
- Текст песен — Михаила Анчарова
- Ассистент режиссёра — Е. Петрова
- Помощник режиссёра — Татьяна Преснякова
- Художники:

по костюмам — М. Савицкая
по декорациям — О. Дубов
по свету — Э. Андреева
по гриму — Т. Беркович, Т. Могилевкина, В. Купцова
- Музыкальный редактор — Марина Крутоярская
- Редактор — И. Сахарова